# Karel Bleiweis
Karel vitez Bleiweis pl. Trsteniški (blájvajs), slovenski zdravnik in politik, * 4. november 1834, Dunaj, † 31. december 1909, Ljubljana.

## Življenje in delo
Karel Bleiweis, pionir slovenske psihiatrije, je ljudsko šolo in gimnazijo obiskoval v Ljubljani, medicino pa študiral na Dunaju, kjer je 1858 promoviral. Po promociji je služboval najprej kot sekundarij (drugi zdravnik v bolnišnici) dermatologije, oziroma kirurškega oddelka bolnišnice v Trstu. Leta 1860 je prišel kot sekundarij v Ljubljano in služboval na internističnem oddelku in na oddelku za umobolne; zaradi bolezni šefa, Ivana Zhubra, je delj časa samostojno vodil omenjena oddelka, primarij pa po Zhubrovi smrti iz političnih razlogov ni postal. Zaradi tega se je kot zdravnik splošne prakse zaposlil v Kranju in kasneje kot okrajni zdravnik v Tolminu (1865–1867). Leta 1867 se je vrnil v Ljubljano, kjer je 1871 v bolnišnici postal primarij internega oddeleka za umobolne. Bil je predsednik mestnega zdravstvenega sveta in deželni poslanec, predsednik kranjske zdravniške komore in častni član Slovenskega zdravniškega društva. Zaslužen je za ustanovitev zavoda za umobolne na Studencu pri Ljubljani (1875–1881), za katerega se je trudil tako po strokovni (strokovno potovanje na podobne zavode v Švici in Nemčiji) kot tudi po politični strani, kot deželni poslanec. Bolnišnici, ki se je takrat imenovala Deželna blaznica Studenec in je kasneje prerasla v Psihiatrično kliniko Ljubljana, je bil njen primarij vse od postavitve pa do smrti. Bil je tudi predsednik Čitalniškega društva in podžupan Ljubljane.
Za poslanca kranjskega deželnega zbora v kmečki kuriji, v volilnem okraju Ljubljana - okolica, je bil izvoljen na nadomestnih volitvah avgusta 1882, potem, ko je bilo poslansko mesto izpraznjeno zaradi smrti njegovega očeta Janeza, ki je bil poslanec tega volilnega okraja kar 21 let. Karel je bil ponovno izvoljen tudi v naslednjem poslanskem mandatu 1883-1889. Leta 1904 je postal častni meščan Ljubljane. 